# 哈氏擬蛇䲁
哈氏擬蛇䲁（學名：Ophiclinops hutchinsi），為輻鰭魚綱䲁形目胎䲁科擬蛇䲁屬的一個種，分布於東印度洋澳洲南部海域，深度13至15公尺，本魚體細長，沿著背部、中側和臀鰭基部有成排的小黑點，沿著背鰭基部延伸，頭部帶有雜色，每隻眼睛後方都有一到幾條褐色的背部深色條紋，每個鰓蓋的背部都有一個明顯的深色斑點，淺色的上有斑點，背鰭硬棘56-59枚、背鰭軟條1枚、臀鰭硬棘2枚、臀鰭軟條43-45枚，體長可達9.5公分，棲息在藻類生長的礁石區，雌魚產附著性卵，雄魚會守護卵，幼魚為浮游性，生活習性不明。